# Viewtiful Joe: Red Hot Rumble
Viewtiful Joe: Red Hot Rumble est un jeu vidéo de combat sorti en 2005 sur GameCube, puis converti sur PlayStation Portable, qui reprend des éléments du beat them all Viewtiful Joe. Le jeu a été développé par Clover et édité par Capcom.

## Système de jeu
Viewtiful Joe: Red Hot Rumble est un jeu de combat dans lequel, pour gagner, il faut des pièces, indice du succès auprès du public. Pour gagner des pièces, il existe plusieurs moyens :
- Être celui qui a le mieux réalisé l'objectif du réalisateur (1000 pièces)
- Vider la barre de vie des autres combattants (le nombre de pièces dépend alors du nombre de pièces de la "victime")
- Gagner un Combat VFX (le nombre de pièces dépend du type et de la vitesse)
- Donner un coup fatal à un boss (500 pièces)

Le combat prend fin dès que les "missions du réalisateur" sont terminées. Celles-ci sont diverses :
- Éliminer le plus d'ennemi
- Avoir le plus de diamants (les diamants valent 1 point, 5 points ou 10 points. Celui qui a le plus de points gagne)
- Être le dernier debout dans des situations dangereuses (sous le feu d'un tank, sous des "écraseurs" ou face à un croiseur échoué)
- Détruire le plus d'objets (l'objet dépend du stage)
- Battre le boss (celui qui a fait le plus de dégâts gagne, un bonus de 500 est versé à celui qui donne le dernier coup)